# Marigny (Jura)
Marigny település Franciaországban, Jura megyében. Lakosainak száma 215 fő (2022. január 1.). Marigny Montigny-sur-l’Ain, Châtillon, Doucier, Fontenu és Mont-sur-Monnet községekkel határos.

## Népesség
A település népességének változása:
| Lakosok száma | 149  | 126  | 153  | 179  | 187  | 192  | 207  | 213  | 215  | 215  |
|               | 1968 | 1982 | 1990 | 2006 | 2013 | 2015 | 2017 | 2019 | 2020 | 2022 |